# Центральный железнодорожный вокзал Эшвайлера
Центральный железнодорожный вокзал Эшвайлера (нем. Eschweiler Hauptbahnhof) — крупнейшая железнодорожная станция в городе Эшвайлер в немецкой земле Северный Рейн-Вестфалия. Он находится на небольшом изгибе высокоскоростной линии Кельн-Ахен. Поезда региональных экспресс-линий RE 1 (NRW-экспресс) и RE 9 (Рейн-Зиг-Экспресс) останавливаются на станции каждые полчаса в обоих направлениях.
Станция расположена примерно в 700 метрах от центра города в районе Рётген. Станция находится менее чем в 100 метрах от туннеля Иченберг. Примерно в 700 метрах находится станция Эшвайлер-Вест на оставшемся участке железной дороги Менхенгладбах-Штольберг, которая в настоящее время обслуживается поездами Еврорегиобан.
24 марта 1987 года здание бывших вокзальных туалетов вместе с бывшим нефтяным заводом было внесено в список объектов культурного наследия города Эшвайлер.

## История

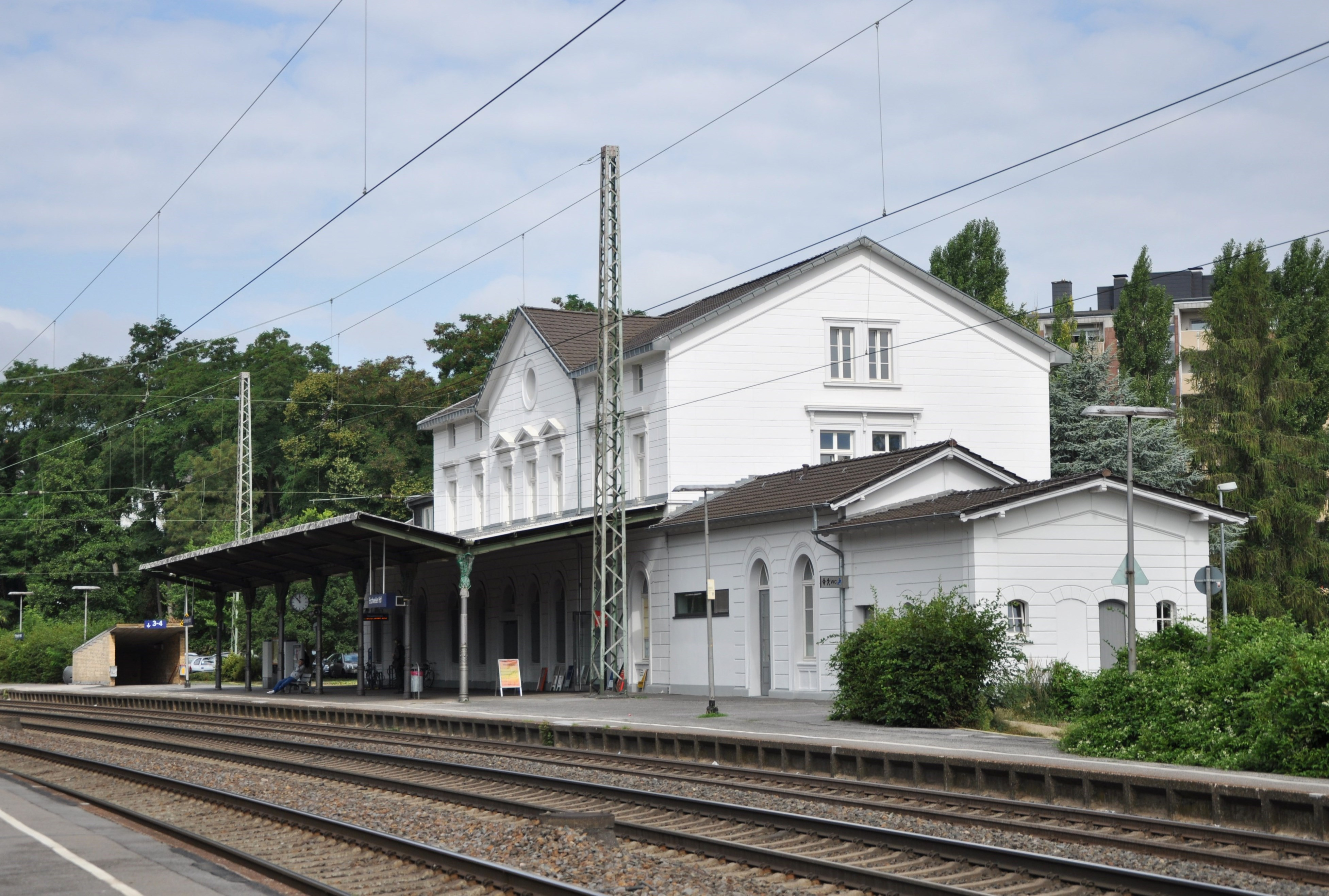
Здание вокзала

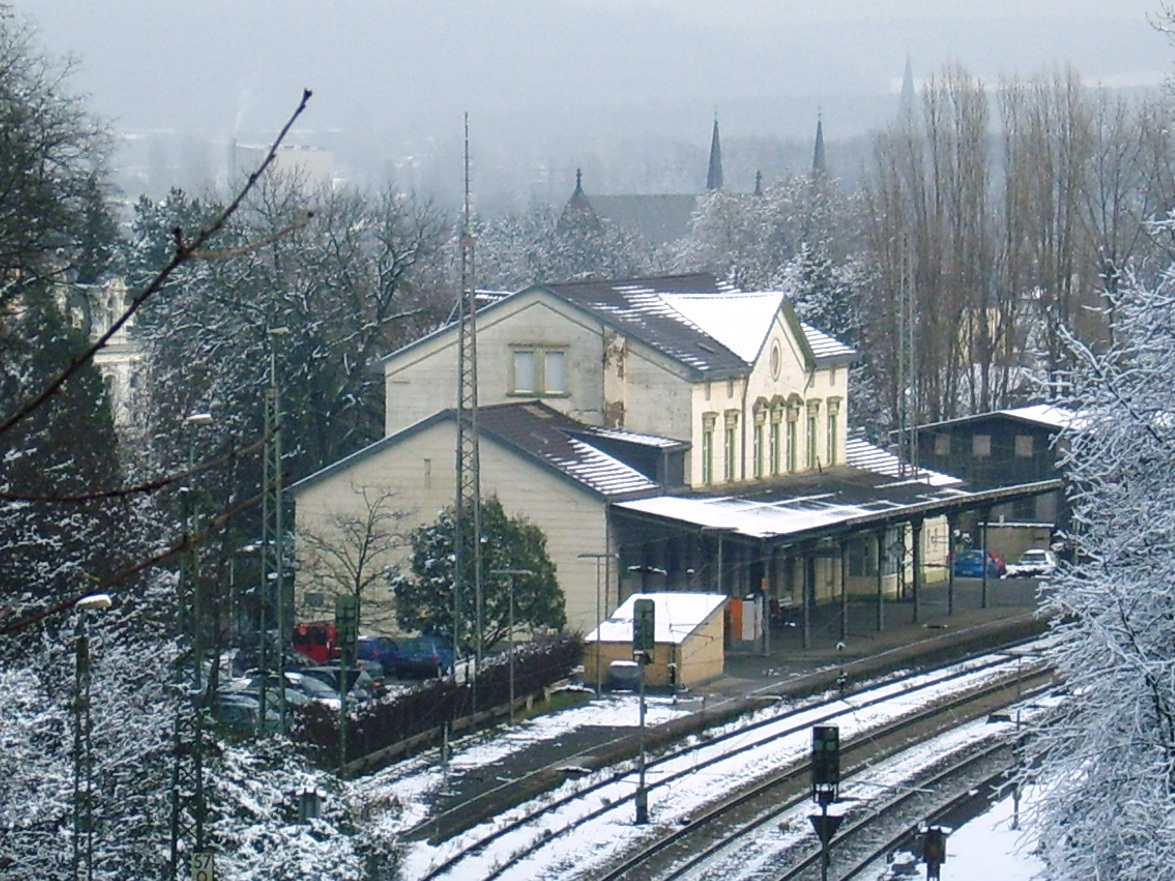
Вид из туннеля Ихенберг

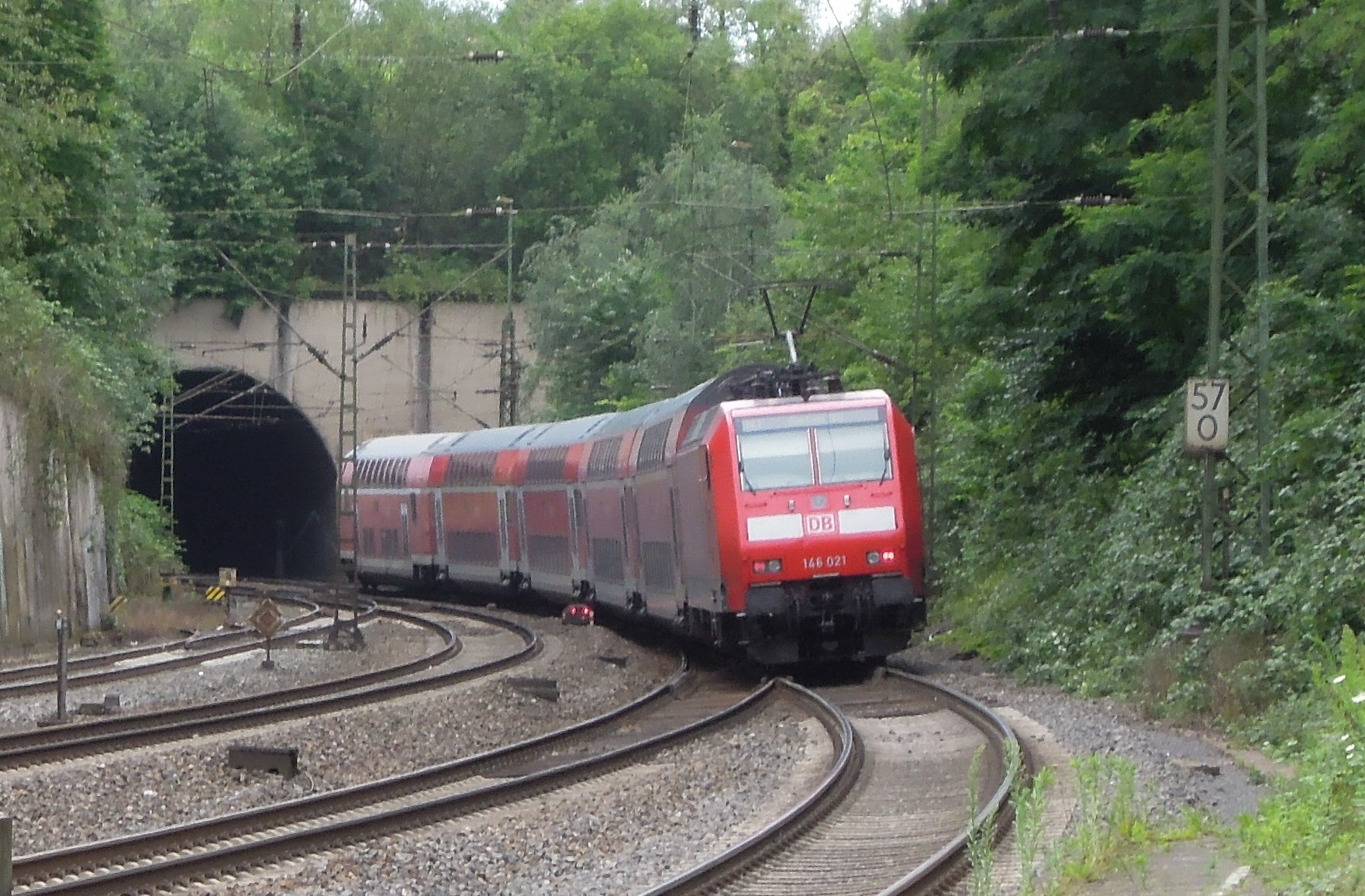
Тоннель Ихенберг с Regional-Express (путь 1)

1 апреля 1841 года было налажено почтовое сообщение между Эшвейлером и Штольбергом, которое осуществлялось ежедневно в 7 утра и 7 вечера. Эшвайлер находился в начале расширения своей угледобывающей промышленности, стимулируемого отраслевым ростом. В 1835 году была основана Ассоциация горняков Эшвайлера, и с 1800 по 1850 год население выросло почти втрое. Со временем шахтерские районы Ахен, Инде и Вюрм были соединены железной дорогой.
В середине 1841 года в ходе строительства железной дороги через хребет Ихенберг был проложен железнодорожный туннель, а 22 августа, после того как Рейнская железнодорожная компания (нем. Rheinische Eisenbahn-Gesellschaft, RHE) завершила строительство своей магистрали между Кёльном и Ахеном, первый испытательный поезд проследовал из Кельна в Ахен через район Эшвайлер. Линия официально открылась 1 сентября как однопутная до станции Эшвайлер. Ежедневно ходило по два поезда в каждом направлении, и ежедневно курсировало семь конных автобусов, перевозивших почту и пассажиров между станцией и городом, который, по сути, был всего лишь старым городом к северу от Инда. Автобусные перевозки прекратились в 1878 году. Грузовые перевозки начались 2 ноября 1841 года. В 1844 году линия была продублирована.

### Расширение и изменение названия
Здание вокзала было расширено в 1858 и 1860 годах. В 1872 году было открыто новое здание вокзала, которое используется до сих пор. 1 октября 1873 года была открыта вторая железная дорога на Эшвайлер. Железнодорожная компания Бергиш-Маркиш (нем. Bergisch-Märkische Railway Company, BME) открыла линию Хохнойкирх-Штольберг (известную как Эшвайлер-Талбан, «Железная дорога Эшвайлер-Вэлли»), часть которой теперь обслуживается поездами euregiobahn по маршруту Эшвайлер-Ауэ через Эшвайлер-Таль (ныне: Эшвайлер-Тальбанхоф)/Райффайзенплатц), Вайсвайлер (ныне Эшвайлер-Вайсвайлер), Френц, Юлих и Хохнойкирх -Рейдт-Оденкирхен. Эта вторая линия проходит через Эшвайлер примерно в 500 метрах к северу от главной линии параллельно ей и проходит под ней у Драйбогенбрюкке («Трехарочный мост») в районе Ауэ. Ни одна из нынешних станций в Эшвайлере не находится на обеих линиях.
В 1897 году Ахенский трамвай открыл трамвайную линию между ратушей Эшвайлер и главным вокзалом. В 1911 году станция была переименована в Центральную железнодорожную станцию Эшвайлер (нем. Eschweiler Hauptbahnhof).

### Во время оккупации
После подписания перемирия в конце Первой мировой войны 11 ноября 1918 года железнодорожное сообщение было закрыто с 1 по 19 декабря, а Эшвейлер был оккупирован французскими и бельгийскими войсками.
22 января 1923 года линия снова была закрыта после того, как французские оккупационные силы взяли на себя эксплуатацию железной дороги. В октябре там произошла попытка государственного переворота сепаратистов, которые хотели создать Рейнскую республику. 16 ноября 1924 года управление железной дорогой было возвращено Германской имперской железной дороге (нем. Deutsche Reichsbahn).

### Вторая мировая война
21 ноября 1944 года железнодорожный мост Штихер-Берг, «Трехарочный мост» и туннель Ихенберг были взорваны отступающими немецкими войсками. В марте 1945 года американские первопроходцы произвели временный ремонт Трехарочного моста, и железнодорожное движение было возобновлено.

### Послевоенный период
Трамвайная линия до центрального вокзала была вновь открыта в 1948 году после восстановления разрушенного моста через Инде и использовалась как линия 22 (Ваальс-Эйлендорф-Ач-Центральный железнодорожный вокзал Эшвайлера) компанией Aachener Strammungs und Energischehrungs-AG (оператор общественного транспорта Аахена). Но в 1954 году трамвай был закрыт и заменен автобусами.
1 июля 1958 года немецкая армия получила полный контроль над казармами Доннерберга от бельгийской армии, и Эшвайлер стал гарнизонным городом, обеспечив дополнительное движение для Центрального железнодорожного вокзала Эшвайлера. В августе 1962 года начались работы по демонтажу крыши туннеля Ихенберг на 255 метров его длины для электрификации главной линии и строительства нового туннеля длиной 90 метров. С 18 мая 1966 года линия была полностью электрифицирована от Кельна до Ахена.
В 1970-х годах пристройка к главному залу была разрушена.
4 мая 1985 года в ратуше состоялась церемония заключения партнерства с английскими городами Рейгейт и Банстед. 26 сентября 1989 года перестроенный передний двор станции, на котором в то время было 147 парковочных мест, был переименован в Рейгейт-Банстед-Плац.
Здание вокзала было отремонтировано в 2007 и 2008 годах для размещения газетного киоска, ванных комнат, билетной кассы, кабинета стоматолога и других офисов после того, как город Эшвайлер приобрел его. 16 июня 2008 года билетная касса вновь открылась, и в общей сложности на стоянке было добавлено еще около 40 парковочных мест.

## Пути
На центральном вокзале Эшвайлера есть четыре пути:
- Путь 1 обслуживается поездами до Ахена.
- Путь 2 — основной сквозной путь (обычно идущий в сторону Ахена) без платформы.
- Путь 3 используется поездами с остановками и без остановок в направлении Кельна.
- Путь 4 используется в обоих направлениях, обычно грузовыми поездами, чтобы их можно было обогнать, а иногда и пассажирскими поездами.

## Текущее назначение
Центральный вокзал Эшвайлера обслуживается следующими пассажирскими службами:
| Линия | Имя               | Маршрут |
| ----- | ----------------- | --- |
| RE 1  | NRW-Экспресс      | Ахен — Стольберг (Рейнль) — Эшвайлер — Дюрен — Кёльн — Дюссельдорф — Дуйсбург — Эссен — Дортмунд — Хамм (Вестф) (- Падерборн)                                |
| RE 9  | Рейн-Зиг-Экспресс | Ахен — Стольберг (Рейнль) — Эшвайлер — Дюрен — Кёльн;- Зигбург/Бонн — Ау (Зиг) — Зиген                                                                       |
| EW4   | Городской автобус | Центральный вокзал Эшвайлера — Крайзальтенхайм — Тальбанхоф/Райффайзенплац — Ситицентр/Ратуша — Эшвайлер Бушоф — Рёэ — Ауэ/Св. Йорис                         |
| 48    | Автобус           | Эшвайлер Бушоф — Больница Святого Антония — Эшвайлер-Вест — Центральный вокзал Эшвайлера — Пумпе-Стич — Доннербергказерн — Доннерберг — Стольберг Мюленер БФ |

Станция обслуживается паровыми экскурсиями Паровой железной дороги Рур-Вурм-Инде. Кроме того, вокзал работает с Рейсами Thalys между Парижем и Кельном и Intercity-Express между Франкфуртом и Брюсселем, которые проходят без остановок.